# 해조신문
《해조신문》(海潮新聞)은 대한제국 말기에 러시아 지역에서 발행된 한글 신문이다. 해죠신문, 해됴신문이라는 표기도 있다.

## 개요
1908년 2월 26일에 블라디보스토크에서 창간호를 발간하고 같은 해 5월 26일까지 3개월 동안 총 75호를 간행하였다. 해조신문이라는 이름은 해삼위에 살고 있는 조선인들이 만든 신문이라는 의미이다. 발간 목적으로는 국권의 회복과 동포의 구제를 내걸었다.
블라디보스토크에서 신민회 지부 활동을 하던 이강 등이 주도하여 발행하였고, 〈시일야방성대곡〉을 쓴 대한자강회 출신의 장지연이 초빙을 받아 주필을 맡기도 했다. 러시아 거주 한국인이 발행한 최초의 순한글 신문이라는 의미가 있다.

## 영향
해조신문의 발행 기간은 짧았으나, 러시아 지역에 거주하는 조선인의 민족 운동에 큰 영향을 끼쳤다. 일본에서 유학생들이 간행하는 《대한학회월보》에 해조신문 창간을 축하하는 축사가 실리고, 미국의 《공립신보》도 축하 기사를 게재했을 만큼 많은 관심을 받았다.
해조신문은 대한제국 국내로도 반입되었고, 한일 병합 조약 체결을 앞두고 자유사상과 독립정신을 환기시키는 역할을 했다. 《황성신문》은 해조신문의 발간 취지를 실어 홍보하였으며, 독자들에게 읽을 것을 권유하였다. 이때문에 통감부 체제 하이던 대한제국에서 발매가 금지되기도 했다.

## 같이 보기
- 공립신보

## 참고자료
- 박환 (2003년 4월 5일). 《대륙으로 간 혁명가들》. 서울: 국학자료원. 200~201쪽쪽. ISBN 978-89-541-0032-8.